# Affaire Daniel Morcombe
Daniel James Morcombe (19 décembre 1989 - 7 décembre 2003) est un garçon australien de 13 ans qui a été enlevé le 7 décembre 2003 à Sunshine Coast, dans le Queensland.
Brett Peter Cowan (né le 18 septembre 1969) a été reconnu coupable de son meurtre.

## Sources
- (no) Cet article est partiellement ou en totalité issu de l’article de Wikipédia en norvégien intitulé « Daniel Morcombe » (voir la liste des auteurs).